# Acanthosaura aurantiacrista
Acanthosaura aurantiacrista — вид ящірок родини агамових (Agamidae). Описаний у 2020 році.

## Поширення
Ендемік Таїланду. Трапляється в гірському хребті Тханон Тхонг Чай в провінціях Чіангмай, Мехонгсон та Чіанграй на півночі країни. Мешкає в тропічних гірських лісах на висотах понад 600 м над рівнем моря.

## Опис
Тіло завдовжки 11-13 см. Вздовж спини лежить гребінь з помаранчевих кинжалоподібних шипів. На шиї 8 шипів більшого розміру. На голові над оком є одна відокремлена велика колючка.

## Екологія
Acanthosaura aurantiacrista знайдений у вічнозелених лісах на пагорбах. Активний вдень на землі, колодах або скелях або на висоті 1-2 м над землею на деревах. Вночі він неактивний і спить на гілочках або деревах на висоті 1-2 м над землею. При наближенні людини, ящірка падає на землю та втікає, шукаючи прихисток під скелями, колодами або чагарниками.